# Athens Airways
 (septembre 2024).
Si vous disposez d'ouvrages ou d'articles de référence ou si vous connaissez des sites web de qualité traitant du thème abordé ici, merci de compléter l'article en donnant les références utiles à sa vérifiabilité et en les liant à la section « Notes et références ».
Athens Airways était une compagnie aérienne grecque qui desservait les aéroports grecs d'Athènes, Mytilène, La Canée, Alexandroúpoli, Santorin, Myconos, Rhodes, Thessalonique, Céphalonie et Zante.

## Histoire

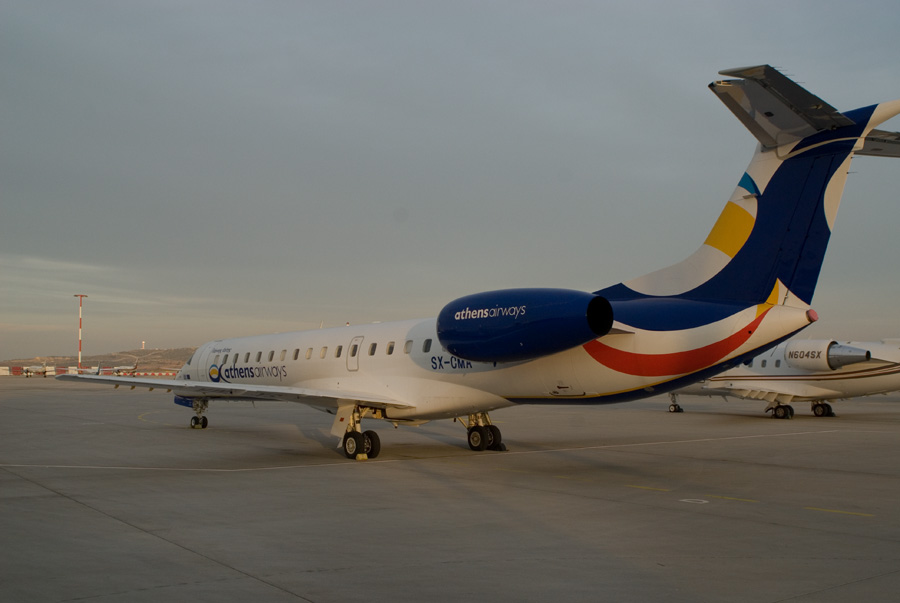
Un Embrear 145 de la compagnie.

Son premier vol a eu lieu le 31 janvier 2009. Sa flotte a comporté au total huit appareils, dont 2 Dash 8, 5 Embraer 135/145 et 1 Fokker F50. Elle arrête ses vols en 2010.